# 梅德韋格湖

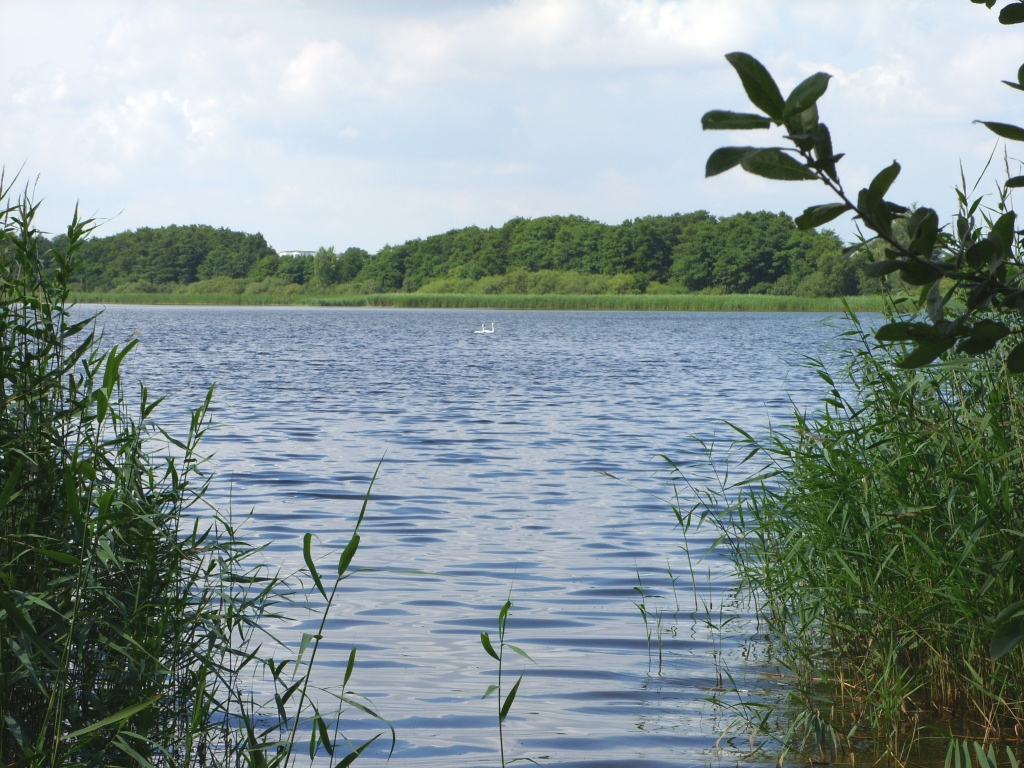

53°39′25″N 11°23′21″E / 53.65694°N 11.38917°E
梅德韋格湖（德語：Medeweger See），是德國的湖泊，位於該國東北部，由梅克倫堡-前波美拉尼亞州負責管轄，處於什未林西北部，長2.1公里、寬1.1公里，面積1平方公里，海拔高度39米，平均水深10.7米，最大水深28.2米，水體容量1,016萬立方米。